# Silvia Roggiani
Silvia Roggiani (Busto Arsizio, 25 aprile 1984) è una politica italiana, dal 13 ottobre 2022 deputata alla Camera per il Partito Democratico, di cui è segretaria regionale in Lombardia.

## Biografia
Nata a Busto Arsizio (Varese), ma cresciuta a Ferno (Varese), si è diplomata al liceo socio-psico-pedagogico a Varese, conseguendo poi le lauree magistrali in cooperazione allo sviluppo all'Università di Pavia e in scienze politiche e di governo all'Università di Milano, poi un MBA alla London School of Economics and Political Science.
Negli anni degli studi ha collaborato all'interno dell’ufficio progetti della Fondazione Exodus di don Antonio Mazzi ed è stata poi, per 11 anni, assistente parlamentare dell'europarlamentare Patrizia Toia.
Alle elezioni comunali in Lombardia del 2007 si candida al consiglio comunale di Ferno, nella lista civica a sostegno del candidato sindaco Giampaolo Livetti, venendo eletta consigliera comunale. Successivamente, nello stesso anno, aderisce al neonato Partito Democratico (PD). Nel corso del suo mandato è stata membro del Dipartimento riforme istituzionali, e-government, cooperazione e politiche comunitarie dell'ANCI Lombardia.
Nel 2013 entra a far parte della segreteria metropolitana del PD a Milano, con delega prima alla comunicazione e poi all'organizzazione, sotto la segretaria di Pietro Bussolati.
Nel 2015 è stata animatrice del progetto "Bella ciao, Milano!" in vista della 70º anniversario della Liberazione d'Italia ed ha coordinato la Festa de l'Unità nazionale a Porta Venezia di Milano.
Nel 2018 Roggiani è stata eletta, con il 58,4% dei voti, segretaria metropolitana del Partito Democratico milanese. Durante il suo mandato ha portato avanti battaglie per i diritti, anche quelli per le donne, per la difesa della Terra e per la sanità territoriale inclusiva.
Alle elezioni politiche anticipate del 2022, dov'è stata Responsabile nazionale dei volontari del PD per la campagna elettorale, viene candidata alla Camera dei deputati, come capolista della lista elettorale Partito Democratico - Italia Democratica e Progressista (PD-IDP) nel collegio plurinominale Lombardia 1 - 02, risultando eletta deputata. Nella XIX legislatura è componente della 5ª Commissione Bilancio, tesoro e programmazione, dov'è anche segretaria, e della Commissione parlamentare per la semplificazione, oltre a ricoprire l'incarico di segretaria del gruppo parlamentare del PD-IDP alla Camera.
Alle elezioni primarie del PD del 2023 è stata presidente della Commissione nazionale del Congresso. Il successivo 1º ottobre 2023 viene eletta segretaria regionale del PD in Lombardia, come candidata unica senza legarsi a nessuna mozione delle primarie ma sostenuta da quelle di Elly Schlein e Stefano Bonaccini, divenendo così la prima donna a ricoprire l'incarico.
Nel 2025, in un articolo del Corriere della Sera, viene collocata nella corrente del PD Crea, nata dalla confluenza degli ex lettiani dei Neo ulivisti, ma che ha un atteggiamento dialogante con la segretaria Schlein, coordinata da Marco Meloni.